# Бузиновское сельское поселение (Краснодарский край)
Бузиновское сельское поселение — муниципальное образование в Выселковском районе Краснодарского края России.
В рамках административно-территориального устройства Краснодарского края ему соответствует Бейсугский сельский округ.
Административный центр  и единственный населённый пункт — станица Бузиновская.

## Население
| 2010  | 2012  | 2013  | 2014  | 2015  | 2016  | 2017  |
| ----- | ----- | ----- | ----- | ----- | ----- | ----- |
| 1783  | ↘1776 | ↗1785 | ↘1782 | ↘1772 | ↘1771 | ↘1769 |
| 2018  | 2019  | 2020  | 2021  | 2023  |       |       |
| ↘1746 | ↘1724 | ↘1702 | ↗1763 | ↘1737 |       |       |